# Przełom (1942–1943)
Przełom – polskie konspiracyjne czasopismo ukazujące się nieregularnie w latach 1942–1943.
Czasopismo wydawane było przez Polską Partię Robotniczą. W piśmie ukazywały się teksty autorów takich jak Stefan Żółkiewski, Władysław Bieńkowski, Mieczysław Jastrun